# غراهام ديفيز
غراهام ديفيز (بالإنجليزية: Graham Davies)‏ (3 أكتوبر 1921 سوانزي المملكة المتحدة - 1 يناير 2003) هو لاعب كرة قدم بريطاني سابق كان يلعب كحارس مرمى.